# Art International Zürich

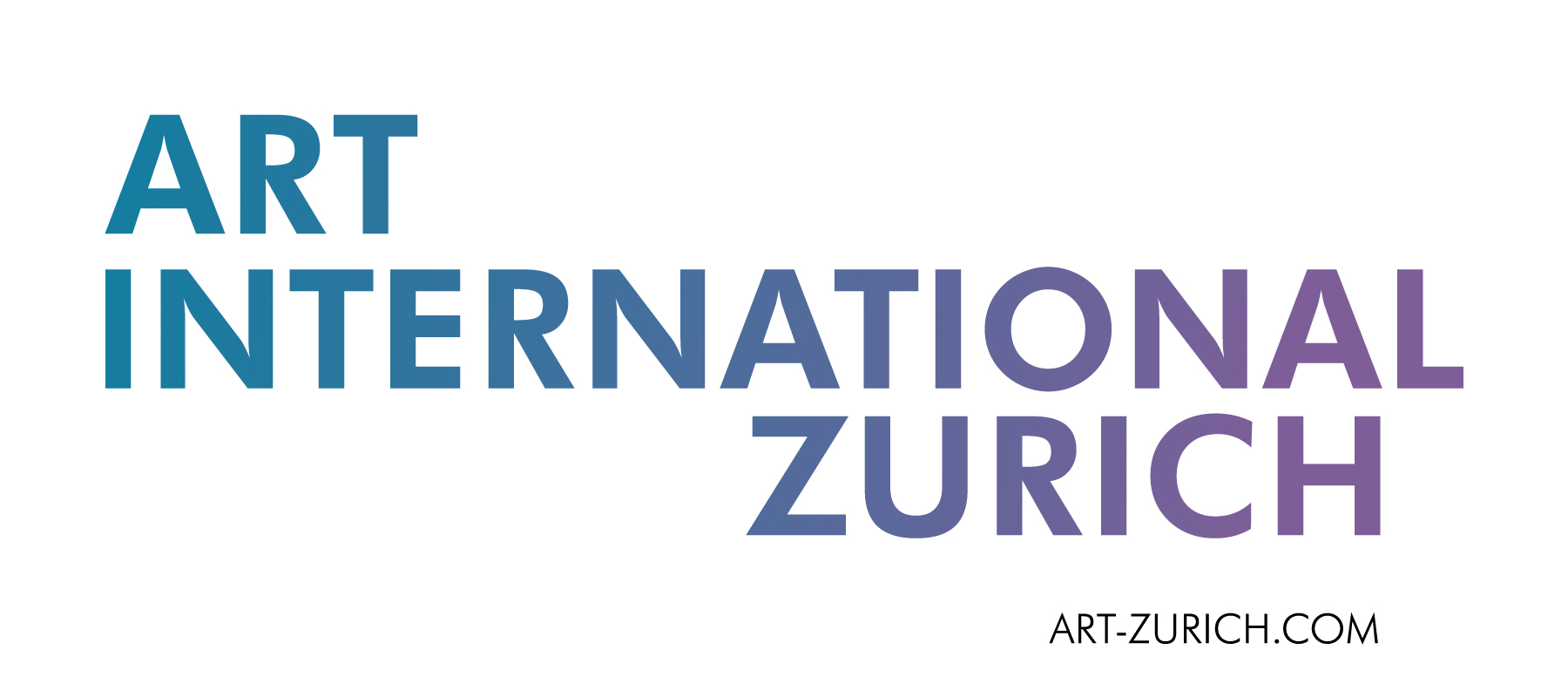
Aktuelles Logo der Kunstmesse Art International Zurich

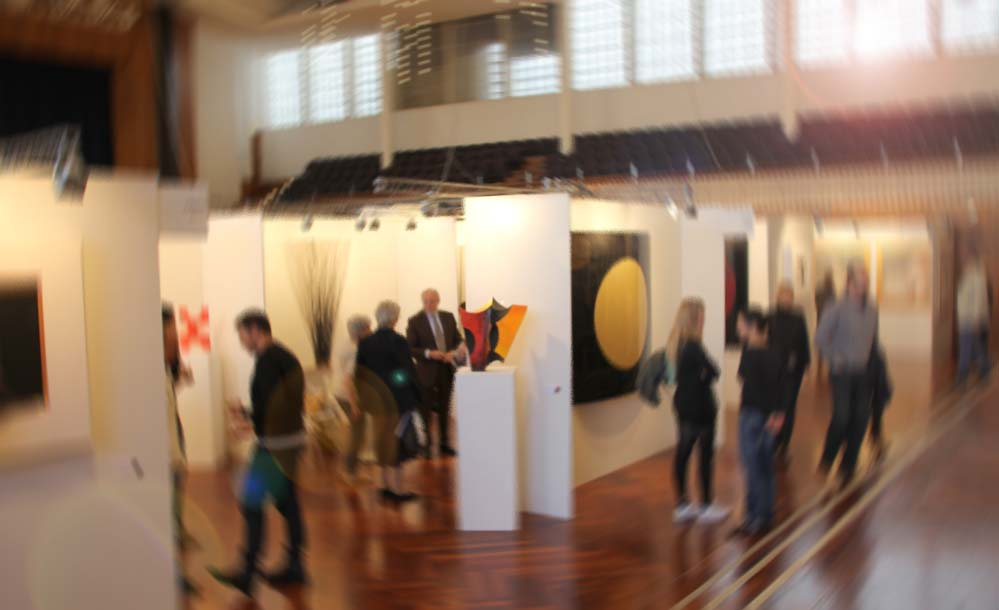
Kunstmesse Art International Zurich

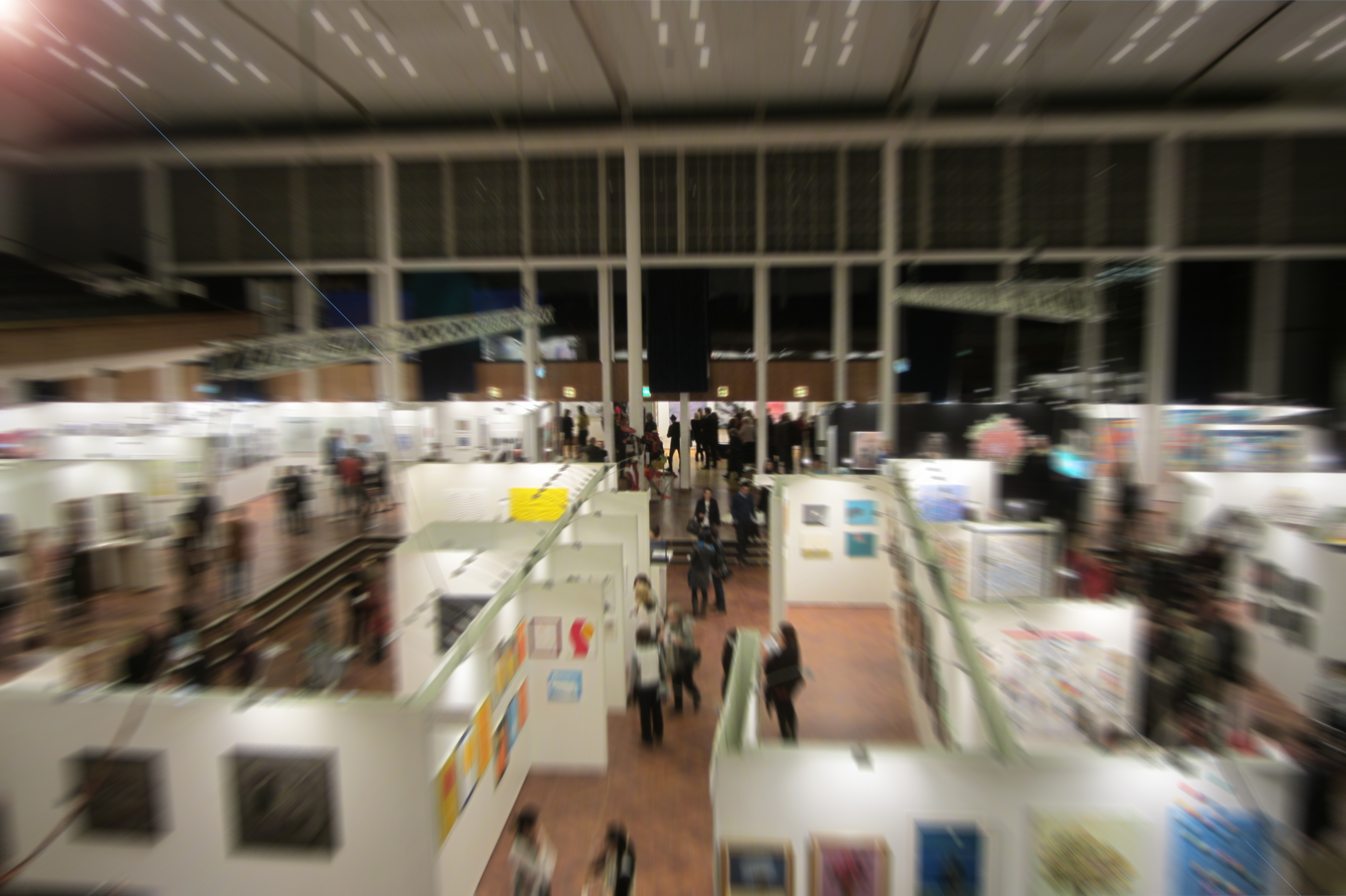
Kunstmesse Art International Zurich

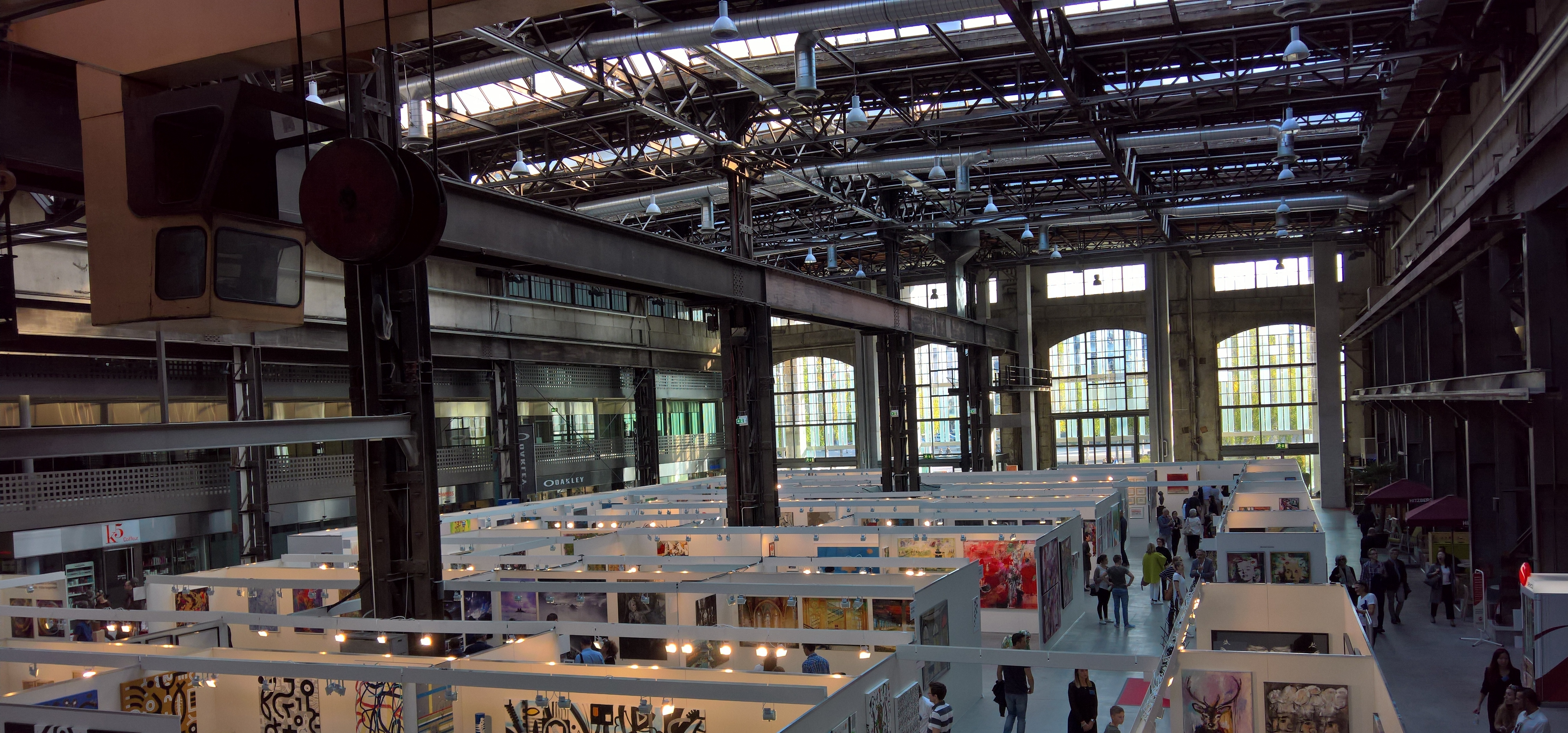
Kunstmesse Art International Zurich

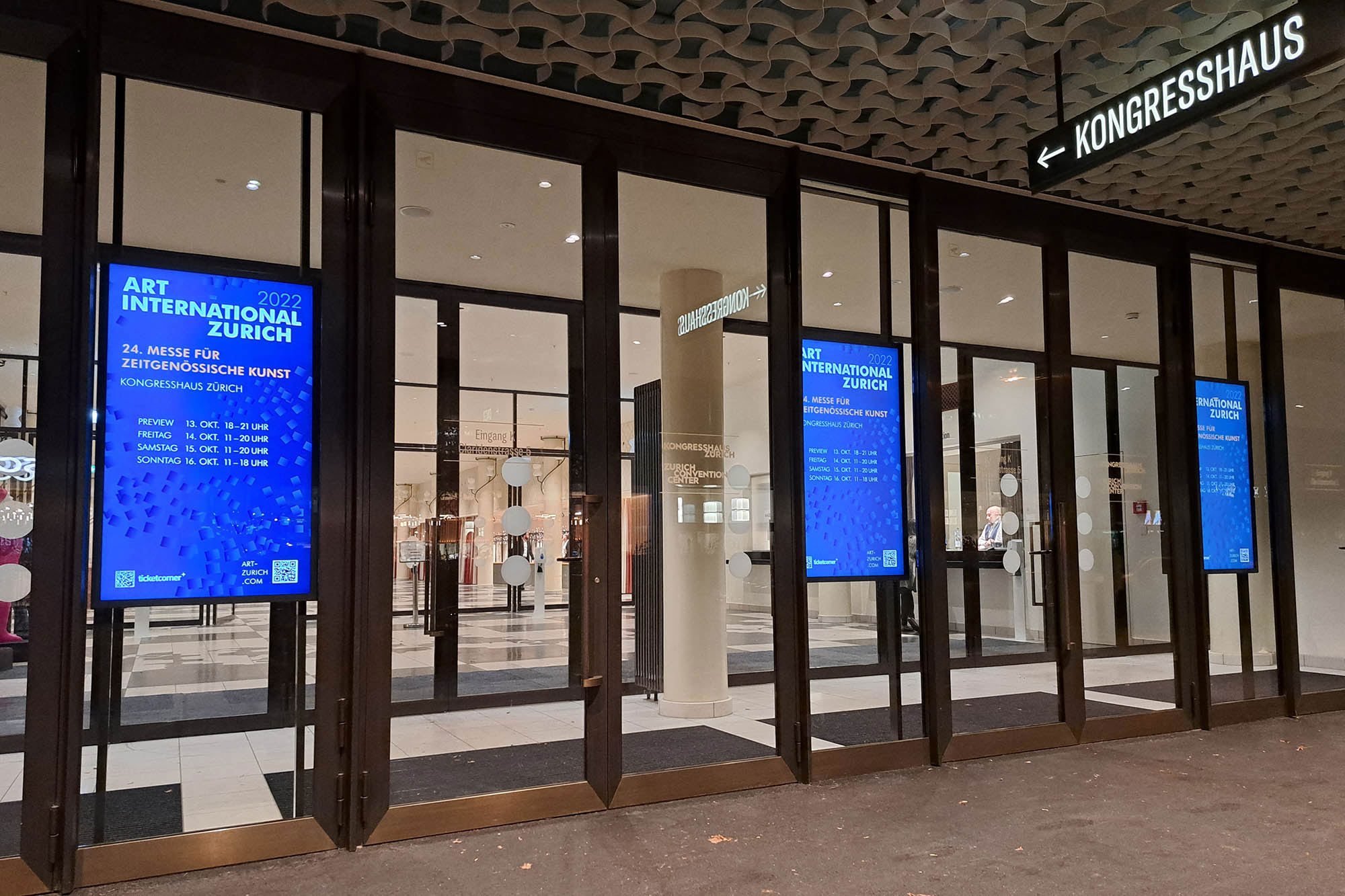
Kunstmesse Art International Zurich

Die Art International Zurich ist eine internationale Kunstmesse in Zürich. Die Messe ermöglicht Kommunikation und Geschäftskontakte zwischen Galerien, Künstlern, Sammlern, Medienvertretern und dem kunstinteressierten Publikum. Art International Zurich versteht sich als Entdeckermesse und stellt die persönliche Begegnung in den Mittelpunkt. Werkgespräche und Diskussionen mit Künstlerinnen und Künstlern sind deshalb fester Bestandteil der Messe. Gezeigt wird zeitgenössische Kunst verschiedener Stilrichtungen. Neben Malerei und Skulptur werden auch Grafik, Fotografie, Objekte, Videokunst sowie virtuelle Arbeiten (NFT, AR etc.) präsentiert.
Die Kunstmesse zählte bisher über 1000 Aussteller aus mehr als 90 Ländern. Seit ihrem Start im Jahr 1999 verzeichnet sie einen stetigen Aufwärtstrend, was vor allem auf die Mischung aus Internationalität und künstlerischer Vielfalt zurückzuführen ist. Gezeigt werden moderne und zeitgenössische Galerien und Künstlerpräsentationen. Schwerpunkte waren u. a. Kunst aus Südamerika, moderne asiatische Kunst, Native Art. In den letzten Jahren ist auch die Schweizer Kunstszene verstärkt auf der Messe vertreten. So hat sich die Messe zu einer Institution im Schweizer Kunstgeschehen entwickelt.
1999 im Kongresshaus Zürich des Kongresshauses gestartet, hat die Art International Zurich mittlerweile ihr Quartier in der historischen Giessereihalle des Gebäudekomplexes Puls 5 im Quartier Zürich-West (Turbinenplatz) bezogen. Der neue Veranstaltungsort wurde vom Publikum gut angenommen und die Messe konnte auch während der Covid19-Pandemie 2020 und 2021 stattfinden.
Nach einem Gastspiel im Kongresshaus (engl.: Zurich Convention Center) von 2022 bis 2024 wird die Messe ab der 27. Ausgabe im Jahr 2025 wieder in der Veranstaltungshalle "Puls 5" stattfinden. Zudem wird die Kunstmesse in den Monat Mai verlegt. 
Zürich gehört zu den führenden Kunsthandelsstädten und beherbergt über 100 Galerien und mehr als 50 Museen.